# Fie Udby Erichsen
Fie Udby Erichsen, née le 23 avril 1985 à Hobro, est une rameuse danoise.

## Biographie
Aux Jeux olympiques d'été de 2012 à Londres, elle a été médaillée d'argent dans l'épreuve féminine de skiff.